# Amelander volkslied
Het Amelander Volkslied is het onofficiële volkslied van het waddeneiland Ameland. Het is geschreven en op muziek gezet door F.D. le Fèbre. 
Het lied bestaat uit vijf coupletten die volgens aanwijzing: Opgewekt, doch niet vlug, in volkstoon dient te worden gezongen. Het eerste couplet bezingt de ontstaansgeschiedenis van het eiland. Het tweede couplet heeft betrekking op de strijd tegen het water. Het derde couplet is een ode aan de zeevaarders en het redden van schipbreukelingen. Het vierde couplet benoemt de schoonheid en deugdzaamheid van de Amelandse vrouwen. En tot slot is het vijfde couplet gericht op alle Amelanders die elders verblijven.

## Geschiedenis
Het lied is geschreven en op muziek gezet door F.D. le Fèbre. Le Fèbre was vanaf 1890 hoofd van de openbare lagere school in Nes. Ook gaf hij les op de zeevaartschool in Ameland.  Zijn lesgeven eindigde in 1896 toen hij eervol ontslag aanvroeg vanwege gezondheidsredenen.
In het begin van de 20e eeuw werd het lied veelvuldig gezongen en was het op het eiland breed bekend. Het Amelander Volkslied staat niet zozeer bekend om de kwaliteit van de tekst en melodie, maar werd bij vele gelegenheden gezongen. Voorbeelden hiervan zijn: tijdens het bezoek van aartsbisschop Joannes Jansen in 1932 en de onthulling van een beeld van kardinaal Johannes de Jong in 1982.
Eind twintigste eeuw merkte een recensent op dat de schrijver, Le Fèbre met name in couplet vier wel enigszins eenzijdig is geweest richting het beschrijven van de Amelandse vrouwen. Ook in zijn tijd zullen er wel trotse, onkuise en domme vrouwen hebben gewoond, aldus de recensent.
Het lied is opgenomen in de Nederlandse Liederenbank van het Meertens Instituut.

## Liedtekst[2]
1. Opgeweld uit wier en zand
Gans omspoeld door zilte baren
Moge God het steeds bewaren
Het plekje rijk aan duin en strand
Het ons zo lieve Ameland
Het plekje rijk aan duin en strand
Het ons zo lieve Ameland

2. Sedert eeuwen hield het stand
Zelfs bij't woeden van de golven
Schoon er dierbaars ligt bedolven
Bij't golfgeruis weergalmt het strand
"U heb ik lief, oud-Ameland"

3. 'k Heb u lief o stoere kwant
Met uw zeemansbloed in d'adren
Met het heldenmoed der vad'ren
Als g' in de nood de riem omspant
Dan heeft u lief heel Nederland

4. Eenvoud, kuisheid en verstand
Sierden t' allen tijd de vrouwen
Die ons eiland gaf t'aanschouwen
Blijf zo het sieraad van ons land
O meisjelief van Ameland

5. Vrienden, waar g' ooit zwerft te land
Of op d' ongewisse baren
Laat der vad'ren deugd niet varen
't Weerklinke luid op oude trant
"wij hebben lief ons Ameland."